# Comănești
Comăneşti é uma cidade da Roménia com 26.237 habitantes, localizada no judeţ (distrito) de Bacău.